# Live Bullet
Live Bullet é um álbum de Bob Seger, lançado em 1976.